# Eilicrinia roeslerstammaria
Eilicrinia roeslerstammaria là một loài bướm đêm trong họ Geometridae.